# Fanula Papazoglu
Fanula Papazoglu (in greco Φανούλα Παπάζογλου?; in serbo Фанула Папазоглу?; Bitola, 3 febbraio 1917 – Belgrado, 26 gennaio 2001) è stata una storica e epigrafista serba, in precedenza jugoslava. Esperta di storia antica dei Balcani, fondò nel 1970 il Centro di studi epigrafici e numismatici dell'università di Belgrado.

## Biografia
Papazoglu nacque nel 1917 a Bitola (allora nel regno di Serbia, attualmente nella Macedonia del Nord), in una famiglia arumena di lingua greca. Dopo aver completato la scuola secondaria a Bitola, si iscrisse all'università di Belgrado, nella facoltà di filosofia, dove ebbe modo studiare filologia classica, storia antica, e archeologia. Durante il periodo di occupazione della Serbia da parte delle forze dell'Asse collaborò con le forze partigiane jugoslave. Venne imprigionata per un anno, tra il 1942 al 1943, nel campo di concentramento di Banjica. 

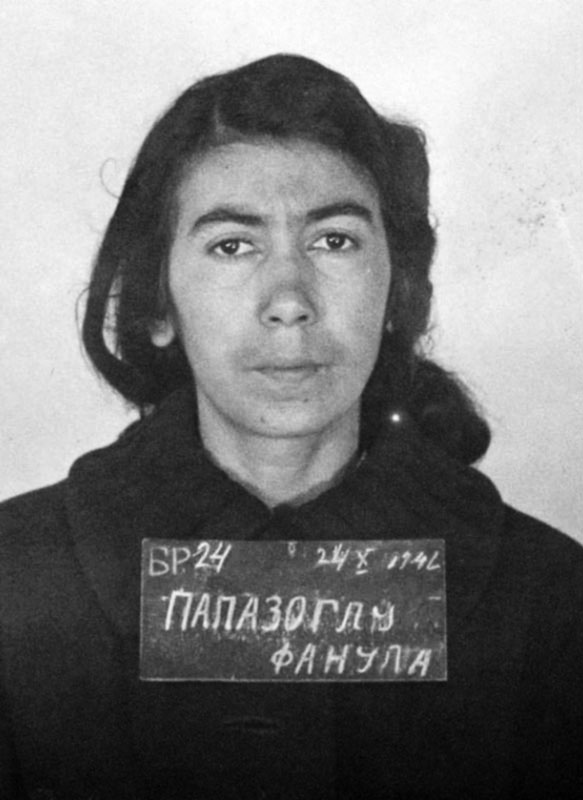
Fanula Papazoglu detenuta presso il campo di concentramento di Banjica in una foto segnaletica del 1942.

Conseguì la laurea nel 1946 ed iniziò a lavorare nel dipartimento di storia antica dell'università di Belgrado nel 1947. Nel 1955 conseguì il dottorato con una tesi sulle città macedoni nel periodo romano. Nel 1965 venne nominata professore ordinario. 
Il 21 marzo del 1974 venne eletta quale membro dell'Accademia serba delle scienze e delle arti (SANU) in qualità di membro corrispondente. Il 15 novembre del 1983 ne divenne membro effettivo. 
Conobbe all'università di Belgrado l'importante bizantinista di origini russe Georgij Aleksandrovič Ostrogorskij, che in seguito sposò. La coppia ebbe una figlia, Tatyana, ed un figlio Alexander. Si ritirò dalla carriera accademica nel 1979. Morì a Belgrado nel 2001.